# Токарі (Миргородський район)
Токарі́ — село в Україні, у Лохвицькій міській громаді Миргородського району Полтавської області. Населення становить 1511 осіб. Входить у склад Лохвицької міської громади.

## Географія
Село Токарі розташоване на берегах річки Артополот. Вище за течією на відстані 1,5 км розташоване село Степне, нижче за течією примикає місто Заводське. Через село проходить автомобільна дорога Т 1705.

## Історія
Село Токарі засновано в XVI столітті. Своєю назвою воно завдячує першим поселенцям у Дикому Полі, а зокрема по лівому березі річки Артополот, попід горою. Саме ці перші поселенці, що, за переказами, перейшли з Ніженщини й були за професією токарями, виготовляли з дерева знаряддя праці (прялки, ткацькі верстати, колеса, тощо).
Пізніше до Токарів приєдналися ще люди, і утворилося село, яке стало називатися Токарями. Як і в кожному українському селі, так і в Токарях є так звані «кути». Центр — місце, де оселилися перші поселенці. Поділ — там були земельні наділи, Пастовень — громадські пасовища, Лісяни — дві вулиці, що виходять далеко в ліс. Забрід — колись окремий хутір, що знаходився за річкою Артополот. До нього добиралися або через брід, або по ненадійних містках. Клинці — район села, де двори розташовані клинами. Бригади — виникли за часів колективізації.
У 1925—1930 рр. на прилеглих до села землях із села Токарів утворилося ще два села — Руда й Степне.
До 2020 року орган місцевого самоврядування — Токарівська сільська рада.
12 червня 2020 року, відповідно до розпорядження Кабінету Міністрів України № 721-р «Про визначення адміністративних центрів та затвердження територій територіальних громад Полтавської області», село ввійшло в склад Лохвицької міської громади.
19 липня 2020 року внаслідок адміністративно-територіальної реформи й ліквідації Лохвицького району село ввійшло в склад новоутвореного Миргородського району Полтавської області.

## Економіка
- Молочно-товарна ферма.
- Кооператив «Токарі».[3][4][5]

## Об'єкти соціальної сфери
- Школа.
- Дитячий садок.
- Підприємство ТОКАРІВСЬКИЙ ПСИХОНЕВРОЛОГІЧНИЙ ІНТЕРНАТ.
- Будинок культури.
- Бібліотека.
- Церква

## Відомі люди
- Милорадович Василь Петрович — український фольклорист, етнограф, історик, поет і перекладач. За збірку «Казки і оповідання, записані в Лубенщині» (Полтава, 1913) нагороджений срібною медаллю Російського географічного товариства. Народився у Токарях.